# Liste der Naturdenkmale in Pleidelsheim
| Naturdenkmale | Anzahl |
| ------------- | ------ |
| FND           | 2      |
| END           | 2      |
| Gesamt        | 4      |

Die Liste der Naturdenkmale in Pleidelsheim nennt die verordneten Naturdenkmale (ND) der im baden-württembergischen Landkreis Ludwigsburg liegenden Gemeinde Pleidelsheim. In Pleidelsheim gibt es insgesamt vier als Naturdenkmal geschützte Objekte, davon zwei flächenhafte Naturdenkmale (FND) und zwei Einzelgebilde-Naturdenkmale (END).
Stand: 30. Oktober 2016.

## Flächenhafte Naturdenkmale (FND)
| Name                     | Bild | Kennung     | Einzelheiten | Position | Fläche Hektar | Datum        |
| ------------------------ | ---- | ----------- | ------------ | -------- | ------------- | ------------ |
| Feuchtgebiet am Riedbach | BW   | 81180630003 | Pleidelsheim | ⊙        | 1,2           | 7. Juli 1989 |
| „Kiesweiher“ (2 Tümpel)  | BW   | 81180630002 | Pleidelsheim | ⊙        | 0,1           | 7. Juli 1989 |
| Legende für Naturdenkmal |      |             |              |          |               |              |

## Einzelgebilde (END)
| Name                     | Bild | Kennung     | Einzelheiten | Position | Fläche Hektar | Datum        |
| ------------------------ | ---- | ----------- | ------------ | -------- | ------------- | ------------ |
| 1 Silberlinde            | BW   | 81180630004 | Pleidelsheim | ⊙        | 0,0           | 2. Apr. 1993 |
| 1 Stieleiche             | BW   | 81180630001 | Pleidelsheim | ⊙        | 0,0           | 7. Juli 1989 |
| Legende für Naturdenkmal |      |             |              |          |               |              |